# Carolina Arienti Lattanzi
Carolina Arienti Lattanzi (Firenze, 1771 – Milano, 10 aprile 1818) è stata una scrittrice, giornalista, poetessa, precorritrice del femminismo, italiana.

## Biografia
Carolina Arienti era nata in Toscana, da una famiglia di modeste condizioni e forse era stata una delle favorite del granduca di Toscana Leopoldo II d'Asburgo-Lorena, prima di sposare, a Firenze nel 1788, lo scrittore e politico Giuseppe Lattanzi. Sollecitata ed istruita dal marito, Carolina Arienti è diventata giornalista, poetessa e scrittrice. È considerata una precorritrice dei movimenti femministi, poiché durante la Repubblica Cisalpina pronunciò innovativi discorsi sulla condizione femminile, al Circolo costituzionale di Milano e all'Accademia di pubblica istruzione in Mantova.
Le sue idee politiche sono riassunte nell'opuscolo Della servitù delle donne, edito nel 1797. Tre sue cantate uscirono in una miscellanea, con dedica All'augusto imeneo del magno Napoleone con Maria Luigia d'Austria. Omaggio poetico di varj autori (Venezia, Tipografia G. B. Vitarelli e figli, 1810) e altri suoi versi furono pubblicati nel Diario sacro-poetico perpetuo, offerto alle associate del Corriere della dame (Milano, Pirotta, 1815).

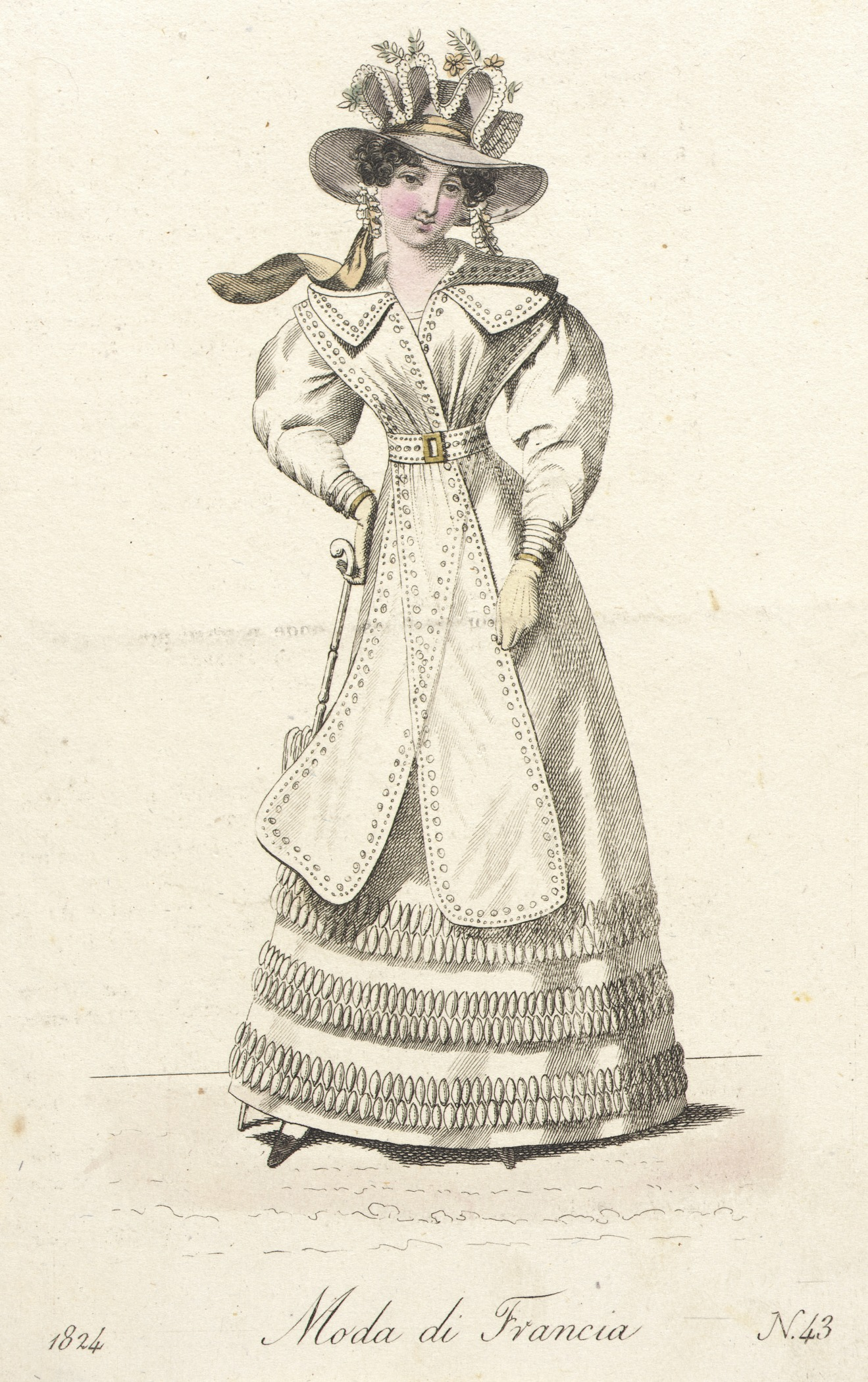
Moda di Francia, figurino, Corriere delle Dame, circa 1824 (Los Angeles County Museum of Art)

Carolina Arienti Lattanzi viene ricordata, in particolare, per aver fondato e diretto, insieme al marito, il Corriere delle dame, uno dei primi periodici italiani indirizzati ad un pubblico di donne e che si aprivano ad argomenti femminili. Uscì a Milano nel 1804 e, con diversi proprietari, visse fino al 1875. Come strenna, nel 1809 il Corriere della dame offrì alle sue associate l'opuscolo Invito a Lesbia Cidonia versi sciolti di Dafni Orobiano. Il Corriere pubblicò inoltre partiture musicali, come le cavatine per chitarra di Nicola Moretti. Si interessava di letteratura, di attualità, di opere teatrali, di moda femminile; pubblicava perfino notizie sulla situazione internazionale ed ebbe una larga diffusione in Lombardia e in Veneto e una discreta diffusione a Parigi.

### Scritti
- Della schiavitù delle donne, Mantova, Accademia di pubblica istruzione di Mantova, 1797.
- Corriere delle dame, Milano, Stamperia di Gio. Pirotta, 1804-1818, SBN RMR0257013.
- Vita e fasti di Napoleone il Grande. Carolina Lattanzi compilatrice del Corriere delle Dame ai Suoi Associati dedica nona, Milano, Corriere delle dame, 1808, SBN PAVE002498.
- Elogio storico della Contessa Paolina Secco-Suardo-Grismondi tra le Pastorelle d'Arcadia Lesbia Cidonia opuscolo secondo della raccolta offerta e distribuita alle sole signore associate al Corriere delle Dame da Carolina Lattanzi nel 1809, Milano, Corriere delle dame, 1809, SBN LIAE039408.
- Per le nozze auguste di Napoleone, e Maria Luigia, Milano, Corriere delle dame, 1810, SBN UBOE126956.
- Diario onomastico degli eroi per 1813 che la compilatrice del Corriere delle dame D.D.D. alle sole signore e signori associati, Milano, G. Pirotta, 1813, SBN LO1E041961.
- Diario sacro-poetico perpetuo con note di Carolina Lattanzi dedicato alle signore associate al Corriere delle dame, Milano, per G. Pirotta, 1815, SBN LO1E041792.
- Schiavitù delle donne, Mantova, Edizioni Lombarde, 1976  [1797], SBN IEI0013833. A cura di Gilberto Zacchè.[2]